# Hospital Militar Royal Victoria
O Royal Victoria Hospital era um grande hospital militar situado em Netley, perto de Southampton, em Inglaterra. Era um dos edifícios mais impressionantes do país, com parques verdejantes e vistas deslumbrantes sobre o mar. Quando foi construído, em 1856, o Royal Victoria Military Hospital era o maior edifício do mundo, com meio quilómetro de comprimento. No seu apogeu, recebeu e tratou doentes de todo o Império Britânico e era conhecido em todo o mundo. Atualmente, resta apenas a capela, os outros edifícios foram demolidos e os seus extensos terrenos são atualmente o Royal Victoria Country Park.
Origens
Quando a Rainha Vitória teve conhecimento do número de soldados britânicos que morreram devido à insuficiência dos serviços de saúde durante a Guerra da Crimeia, ordenou a construção de um hospital militar no Reino Unido. O seu objetivo era tratar os soldados feridos para que pudessem regressar à guerra o mais rapidamente possível. O local escolhido para a construção do hospital foi Netley, uma vez que se situava na orla marítima e perto do porto de Southampton, o que permitia navios hospitais de todo o Império Britânico desembarcarem em segurança os feridos.
Primeira Pedra
A primeira pedra foi colocada pela Rainha Vitória a 19 de maio de 1856. Pesava 2 toneladas e era feita de granito galês. Por baixo da pedra foi enterrada uma caixa de cobre que continha os projetos do hospital, a primeira Cruz da Vitória, uma medalha de prata da Crimeia com as quatro barras de campanha e moedas do reino. Uma inscrição na lápide dizia:
"Esta pedra foi colocada no dia 19 de maio do ano do nosso Senhor de 1856, por Sua Majestade Vitória, Rainha da Grã-Bretanha e da Irlanda, como pedra fundamental do Hospital Militar Vitória, destinado a receber os soldados doentes e feridos do seu Exército".
A Rainha Vitória chegou a Netley num iate real. O cais junto ao hospital foi especialmente construído para a sua visita.
Falhas de planeamento
Florence Nightingale foi a fundadora da enfermagem moderna e amiga do Primeiro-Ministro, mas apesar disso, não esteve envolvida no projeto inicial. Quando regressou da Crimeia, descobriu e pôs em evidência muitas falhas no projeto e utilizou os seus contatos para as politizar.
O hospital era um edifício visualmente muito impressionante, mas não era prático. Os corredores ficavam na parte da frente do edifício virada para o mar, o que significava que as enfermarias recebiam muito pouca luz natural e eram mal ventiladas. Os doentes tinham vista para os depósitos de carvão e outras casas exteriores porque as enfermarias estavam viradas para nordeste. O arquiteto também não previu nenhuma unidade de isolamento.
Florence Nightingale descreveu-o como "grosseiro e cavernoso", afirmando que a sua conceção ia contra a prática da medicina moderna. De facto, em três anos, as instalações médicas estavam tão infestadas de fungos e humidade que os médicos adoeceram.
Na altura, o jornalista Matthew Wallingford visitou o hospital e escreveu mais tarde no seu artigo:
"Foi, no mínimo, uma exibição horrível de engano. A olho nu, é um triunfo da arquitetura moderna, mas se tivermos a infelicidade de lá sermos internados, não pensaremos no local como tal. Não é tanto o maior hospital militar do mundo, como é um desperdício pouco prático das finanças públicas".
Em janeiro de 1857, o Primeiro-Ministro Lord Palmerston escreveu:
"Parece-me que em Netley toda a consideração do que melhor contribuiria para o conforto e recuperação dos doentes foi sacrificada à vaidade do arquiteto, cujo único objetivo foi fazer um edifício que impressionasse quando visto do rio Southampton. Por favor, parem todos os trabalhos".
Contudo, nesta altura, a construção já estava avançada e era demasiado tarde para alterar significativamente o projeto.
Escola Médica do Exército Real
Logo que o Royal Victoria Military Hospital foi inaugurado, a Royal Army Medical School mudou-se para lá e aí permaneceu até 1902. Era aqui que os médicos civis recebiam uma formação especial, para melhor poderem servir as necessidades específicas das forças armadas.
Os médicos militares contribuíram também para o avanço da ciência médica com descobertas como as propriedades curativas do oxigénio e um modo de vacinação contra a febre tifoide.
No seu primeiro livro de Sherlock Holmes, "Um Estudo em Vermelho", Sir Arthur Conan Doyle escreve que o Dr. Watson recebeu a sua formação médica em Netley. Nessa altura da história, o nome Netley era tão conhecido, que o autor não precisou de explicar mais nada .
História
1863
Abertura do hospital
Depois de vários atrasos, o hospital abriu finalmente para os doentes em 11 de março de 1863. Era o maior edifício de Inglaterra e custou 350 000 libras (mais de 50 milhões de euros em dinheiro atual), tendo sido utilizados mais de 30 milhões de tijolos na sua construção. Os corredores eram tão compridos que os carteiros usavam as suas bicicletas para entregar o correio nas alas.
Situava-se num terreno de 85 hectares e tinha a sua própria escola, prisão, fábrica de gás, reservatório de água, estábulos e padaria. Havia até um salão de baile para os oficiais e uma piscina de água salgada.
Com 138 enfermarias e 1000 camas, era o hospital militar mais importante da Grã-Bretanha e recebia soldados de todo o Império Britânico.
1870
Abertura do asilo
Sete anos após a abertura do hospital, o Bloco D foi aberto como o primeiro asilo militar do exército. Os doentes eram colocados em celas almofadadas e tratadas com severidade, como era costume na altura.
Em 1941, médicos e enfermeiros com formação em doenças mentais foram enviados de Netley para a Escócia para tratar o adjunto de Hitler, Rudolf Hess, que se encontrava preso lá.

1899-1902
Segunda Guerra dos Bôeres
A Segunda Guerra dos Bôeres foi uma guerra dispendiosa para os britânicos, com muitas baixas devido ao combate e as doenças. O Royal Victoria Military Hospital era o destino dos soldados feridos que aqui eram tratados e depois enviados de volta para combater.
1900
Construção de uma nova linha de caminho de ferro
Uma nova linha ferroviária, construída por sugestão da Rainha Vitória, permitiu que os soldados feridos fossem transportados em ambulâncias diretamente das docas de Southampton para as traseiras do hospital. Este facto tornou a viagem muito mais confortável para os doentes.
1914-1918
Primeira Guerra Mundial
Apesar da dimensão do hospital, o número muito elevado de vítimas durante a Primeira Guerra Mundial evidenciou as insuficiências da sua construção. Durante este período, a Cruz Vermelha construiu cabanas hospitalares de madeira adicionais atrás do edifício principal para fazer face à procura sem precedentes de camas hospitalares. O hospital tinha agora mais de 2000 camas.
Durante a Primeira Guerra Mundial, foram tratados no hospital mais de 50 000 doentes, incluindo o poeta Wilfred Owen, que foi enviado para Netley em estado de choque. Owen foi mais tarde enviado de volta para as trincheiras e foi morto cinco dias antes do fim da guerra.
Dado a procura de camas sem precedentes durante a guerra, os homens com ferimentos ligeiros eram enviados passados um dia ou dois para casas de convalescença, para que outros pudessem ocupar imediatamente o seu lugar. Esta rotação constante de doentes exigia muito da administração do hospital, que na altura era considerado uma das maravilhas da guerra.
Cerca de 5% dos pacientes de Netley morreram enquanto estavam ao cuidado do hospital.

1918-1939
Segunda Guerra Mundial
Com o início da Segunda Guerra Mundial em 1939, o hospital foi novamente necessário para o tratamento de baixas militares e prisioneiros de guerra. Os soldados que regressaram da evacuação de Dunquerque foram enviados diretamente para Netley.
Em 1944, os americanos assumiram o controlo do hospital, a fim de disporem de uma base médica na costa sul de Inglaterra antes do desembarque do D Day, que teve lugar em junho. O hospital revelou-se inestimável nesta altura, tendo sido realizadas 141 operações num período de apenas 36 horas. Permaneceu sob controlo americano até 19 de julho de 1945, altura em que foi devolvido aos britânicos. Cerca de 68000 doentes foram tratados no hospital durante este período.

1950
O hospital psiquiátrico expande-se
No período de paz que se seguiu à Segunda Guerra Mundial, o hospital recebeu muito menos doentes. A partir dessa altura, muitas das alas foram encerradas e deixaram de ser utilizadas.
A única exceção foi o hospital psiquiátrico, que ganhou importância e foi ampliado para os edifícios do Bloco E.
1958
Encerramento do hospital principal
Considerou-se demasiado dispendioso manter um hospital tão grande e desatualizado, e o edifício principal foi encerrado em 1958. Apenas a unidade psiquiátrica permaneceu aberta, tornando-se o principal hospital psiquiátrico da Marinha e centro de formação de enfermeiros psiquiátricos do exército, da marinha e da força aérea.
1963 - 1978
Incêndio, demolição do hospital
Em 1963, ocorreu um grave incêndio que destruiu uma grande parte do edifício. O hospital foi então demolido em 1966. Foi realizada uma cerimónia especial para levantar a primeira pedra e abrir a caixa de cobre colocada sob ela, pela Rainha Vitória. A última parte do hospital a permanecer em funcionamento foi o hospital psiquiátrico do Bloco D, que fechou finalmente em agosto de 1978.
1980
Abertura do Royal Victoria Country Park
Em 1980, os 85 hectares de terreno do hospital foram limpos e transformados num parque rural. As únicas partes do complexo hospitalar que permanecem são o cemitério militar e a Capela, que tem atualmente um centro de informações e um pequeno museu sobre a história do hospital.